# Gardaland

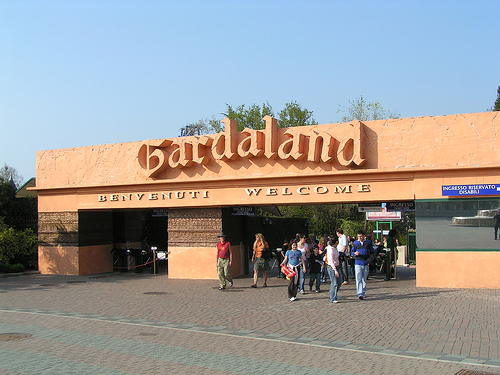
Entrada do Gardaland

Gardaland  é um dos parques temáticos mais populares da Europa e está localizado no Lago de Garda na Itália entre Peschiera e Lazise. Construído na margem oriental do Lago de Garda em Castelnuovo del Garda, o parque foi inaugurado em 19 de julho de 1975.
Ele tem se expandido de forma constante tanto em tamanho como em público, superando 1 milhão de visitantes por ano, pela primeira vez em 1984. Em 2007, o comparecimento atingiu 3,6 milhões de euros. É dirigido pela Merlin Entertainments, o parque é promovido como o primeiro da Itália.
Atualmente tem seis montanhas russas e um total de 56 atrações. As montanhas-russas são chamados de: Blue Tornado, Magic Mountain, Sequoia Adventure, Orto Bruco, Mammut e Fuga da Atlantide.